# Andreas Fragkos
Andreas Dīmītrīs Fragkos (in greco Ανδρεας δημητρης Φραγκος?; Atene, 21 dicembre 1989) è un pallavolista greco, schiacciatore del Panathīnaïkos.

## Carriera

### Club
La carriera di Andreas Fragkos inizia nella stagione 2007-08 con la società greca del Panellīnios, con cui rimane per tre annate, in A1 Ethnikī. Nel campionato 2010-11 approda all'Olympiakos, col quale si aggiudica la Supercoppa greca, la coppa nazionale e lo scudetto.
Dalla stagione 2011-12 approda per la prima volta all'estero, nella Serie A1 italiana, vestendo per tre annate la maglia della Top Volley Latina. Nella stagione 2014-15 si trasferisce nella squadra iraniana del Matin Varamin, militante in Super League, mentre nel campionato seguente difende i colori del Narbonne, nella Ligue A francese.
Nella stagione 2016-17 fa ritorno all'Olympiakos, aggiudicandosi la Coppa di Grecia e la Coppa di Lega, mentre nella stagione seguente, dopo un brevissimo periodo nella Efeler Ligi turca con l'Afyon, gioca in Corea del Sud con gli Hyundai Skywalkers, in V-League.
Per il campionato 2018-19 torna all'Olympiakos, ma già nel gennaio 2019 lascia il club per accasarsi nella 1. Bundesliga tedesca con il Rüsselsheim, dove conclude l'annata; nel campionato seguente, invece, si trasferisce in Belgio, dove prende parte alla Liga A con il Roeselare: in due annate conquista la Supercoppa belga 2019, due edizioni della Coppa del Belgio e uno scudetto.
Rientra in patria nella stagione 2021-22, quando si accasa al Foinikas Syro, mentre nell'annata seguente veste la maglia del Panathīnaïkos, sempre nella Volley League greca.

### Nazionale
Nel 2008 riceve le prime convocazioni nella nazionale greca, con cui si aggiudica la medaglia d'argento all'European Silver League 2019.

## Palmarès
- Campionato greco: 1

2010-11
- Campionato belga: 1

2020-21
- Coppa di Grecia: 2

2010-11, 2016-17
- Coppa del Belgio: 2

2019-20, 2020-21
- Coppa di Lega: 1

2016-17
- Supercoppa greca: 1

2010
- Supercoppa belga: 1

2019

### Nazionale (competizioni minori)
- European Silver League 2019